# Бірмінгем

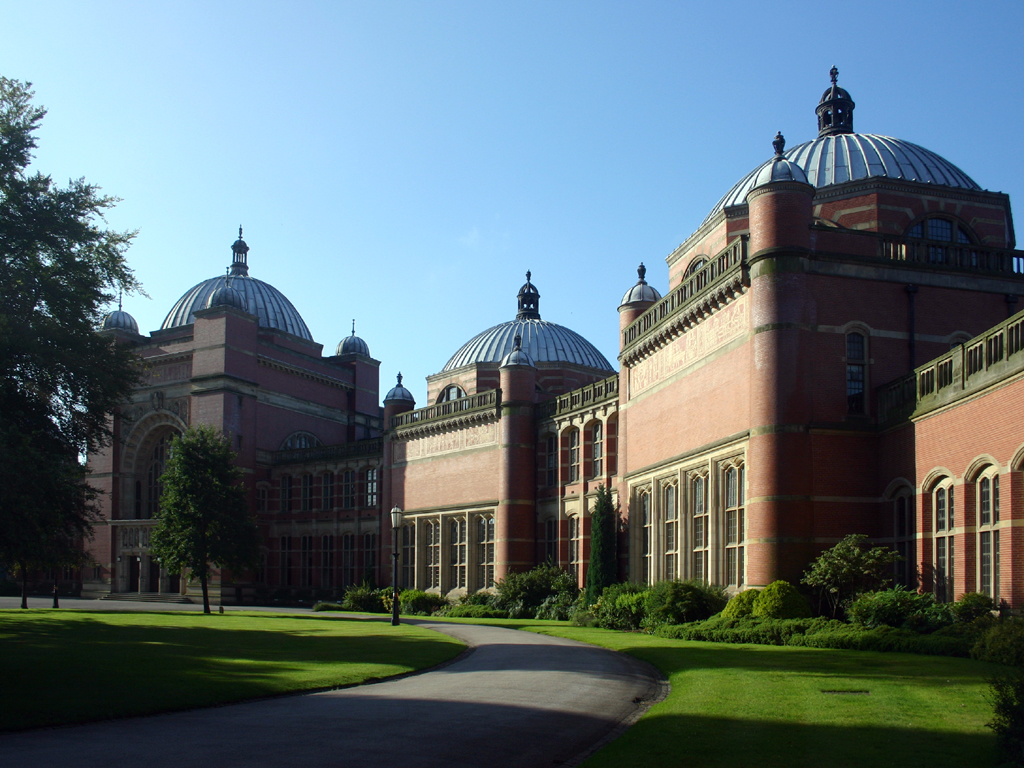
Бірмінгемський університет

Бі́рмінгем (англ. Birmingham, МФА: [ˈbɜːrmɪŋəm], місцева вимова може бути також [ˈbɜːrmɪnəm])— місто у Великій Британії в графстві Західний Мідлендс, друге за величиною, після Лондона, місто країни. Населення 1,137 мільйона жителів (2017).

## Історія
Перша документальна згадка Бірмінгема датована 1166 роком, але тільки у XIV столітті він став невеликим містечком. Відсутність річкового транспорту відтинало Бірмінгем від морських портів, дуже важливих у період середньовіччя і перешкоджало його розвитку аж до кінця XVIII століття, коли він став провідним центром промислової революції у Великої Британії. Чисельність населення Бірмінгема зросла з 15 000 осіб наприкінці XVII століття до 70 000 сто років по тому. Основою економіки міста стали металообробка і виробництво стрілецької зброї, хоча тривало і виготовлення ювелірних прикрас і мідних дрібничок.
Інженери Джеймс Ватт (винахідник парового двигуна), Метью Бултон і Вільям Мердок (піонери в розробці парових двигунів), хімік Джозеф Прістлі та друкар Джон Баскервіль жили в місті у той час і значною мірою сприяли технологічному прогресу Бірмінгема і всієї країни.

## Економіка
Бірмінгем — один з найбільших центрів важкої промисловості Англії. Розташований на рівнині приблизно у 177 кілометрах на північний захід від Лондона, вузол залізниць, судноплавних каналів і автомобільних шляхів. В минулому в розвитку промисловості Бірмінгему значну роль відіграла близькість покладів вугілля і залізної руди. Головні галузі промисловості — машинобудування і металообробка, у яких зайнята більшість робітників міста; розвинуті також військова промисловість (заводи тресту Віккерс), кольорова металургія, хімічна, електротехнічна, харчова та інші галузі. Місто відоме виробництвом паровозів, вагонів, автомобілів, мотоциклів, літаків, велосипедів, виробами з міді, латуні, срібла, коштовних каменів, пластмас, електроприладами, предметами широкого вжитку. В околицях Бірмінгему — Борнвілі (Bournville) — великі фабрики, що виготовляють какао та шоколад.

## Освіта і наука
У місті 5 університетів — університет Астона, університет Ньюмена, Бірмінгемський міський університет, найбільший — Бірмінгемський університет (заснований 1825 року, статус університету отримав у 1900 році). Є також інші вищі технічні навчальні заклади. У 2011 році під час навчального року у Бірмінгемі було 78 259 студентів-очників, що більше, ніж у будь-якому іншому місті в Великій Британії за межами Лондона.
В минулому, деякий час тут засідало Місячне товариство Бірмінгема.
У місті знаходиться Бірмінгемська бібліотека — одна з найбільших публічних бібліотек Європи. З 1920 року у місті базується Симфонічний оркестр Бірмінгема.

## Клімат
Бірмінгем має помірний морський клімат з середньою максимальною температурою близько 21,3 °C влітку (липень) і близько 6,7 °C взимку (січень).
Бірмінгем є більш сніжним містом в порівнянні з іншими великими агломераціями Великої Британії завдяки своєму внутрішньому розташуванню і порівняно великій висоті (140 метрів над рівнем моря). У період між 1961 і 1990 роками сніг в аеропорту Бірмінгема лежав в середньому 13 днів на рік (в лондонському аеропорті Хітроу — 5,33 дня на рік).
| Клімат Бірмінгема                                       | Клімат Бірмінгема | Клімат Бірмінгема | Клімат Бірмінгема | Клімат Бірмінгема | Клімат Бірмінгема | Клімат Бірмінгема | Клімат Бірмінгема | Клімат Бірмінгема | Клімат Бірмінгема | Клімат Бірмінгема | Клімат Бірмінгема | Клімат Бірмінгема | Клімат Бірмінгема |
| Показник                                                | Січ.              | Лют.              | Бер.              | Квіт.             | Трав.             | Черв.             | Лип.              | Серп.             | Вер.              | Жовт.             | Лист.             | Груд.             | Рік               |
| Абсолютний максимум, °C                                 | 15,0              | 18,1              | 23,7              | 26,0              | 30,0              | 31,6              | 32,9              | 34,9              | 29,8              | 26,8              | 18,7              | 15,7              | 34,9              |
| Середній максимум, °C                                   | 6,7               | 7,1               | 9,8               | 12,7              | 16,0              | 19,0              | 21,3              | 20,8              | 17,8              | 13,6              | 9,5               | 6,9               | 13,4              |
| Середній мінімум, °C                                    | 1,4               | 1,1               | 2,9               | 4,2               | 7,1               | 10,0              | 12,1              | 11,8              | 9,7               | 6,8               | 3,8               | 1,6               | 6,0               |
| Абсолютний мінімум, °C                                  | −20,8             | −13,7             | −11,6             | −6,6              | −3,8              | −0,8              | 1,2               | 2,2               | −1,8              | −6,8              | −8,9              | −18,5             | −20,8             |
| Норма опадів, мм                                        | 73.2              | 51.4              | 55.8              | 61.9              | 61.3              | 65.6              | 63.8              | 66.7              | 68.1              | 82.7              | 74.8              | 79.7              | 805               |
| ------------------------------------------------------- | ----------------- | ----------------- | ----------------- | ----------------- | ----------------- | ----------------- | ----------------- | ----------------- | ----------------- | ----------------- | ----------------- | ----------------- | ----------------- |
| Джерело: World Weather Information Service — Birmingham |                   |                   |                   |                   |                   |                   |                   |                   |                   |                   |                   |                   |                   |

## Спорт
У місті базуються футбольні клуби Астон Вілла (Англійська Прем'єр-ліга) та  Бірмінгем Сіті (Чемпіонат Футбольної ліги).

## Уродженці Бірмінгема
- Оззі Осборн
- Френсіс Гальтон (1822—1911) — англійський дослідник, географ, антрополог, психолог і статистик.
- Едвард Берн-Джонс (1833—1898) — англійський художник.
- Бернард Гренфелл (1869—1926) — британський єгиптолог і папіролог
- Невілл Чемберлен (1869—1940) — британський державний діяч, прем'єр-міністр Великої Британії (1937—1940 рр.), лідер Консервативної партії
- Альберт Остін (1881/1885-1953) — англійський актор, режисер і сценарист
- Мелвілл Купер (1896—1973) — британський і американський актор кіно
- Барбара Картленд (1901—2000) — англійська письменниця
- Кенні Бейкер (1934—2016) — британський актор
- Беррі Джексон (1938—2013) — англійський актор
- Нік Мейсон (*1944) — англійський ударник, композитор, музичний продюсер, учасник гурту Pink Floyd
- Джон Каррі (1949—1994) — британський фігурист
- Антон Лессер (*1952) — англійський актор театру, кіно та телебачення.
- Джон Тейлор (*1960) — бас-гітарист британської рок-групи Duran Duran
- Фелісіті Джонс (* 1983) — британська акторка.

## Галерея

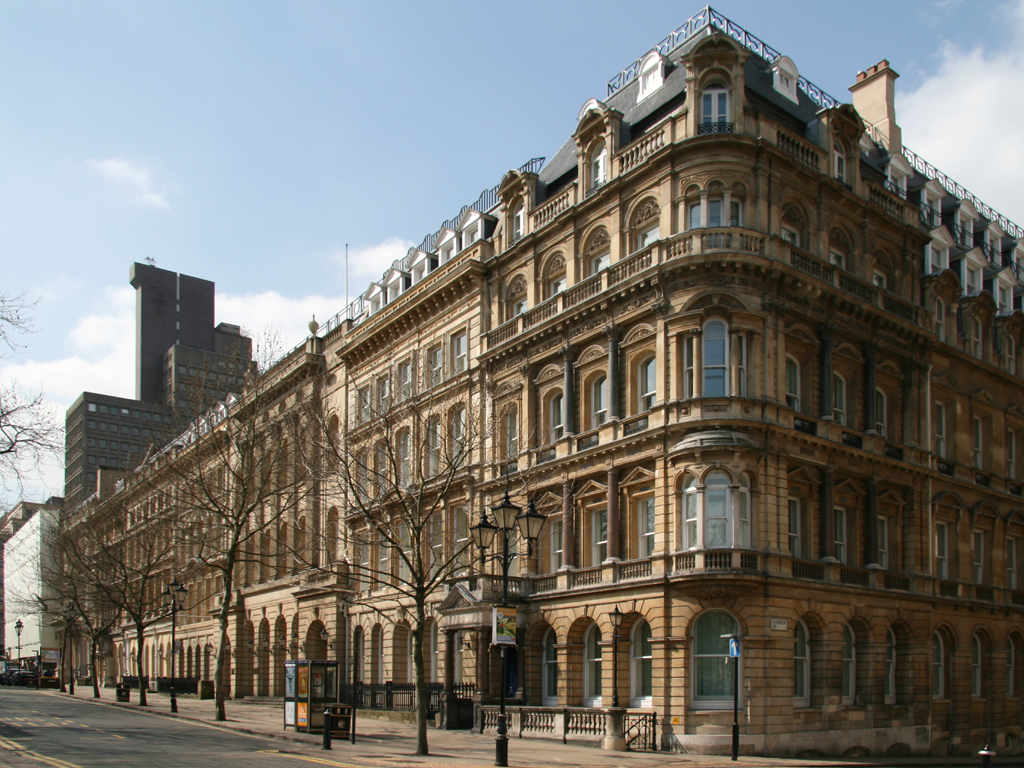
Будівля в діловому центрі міста
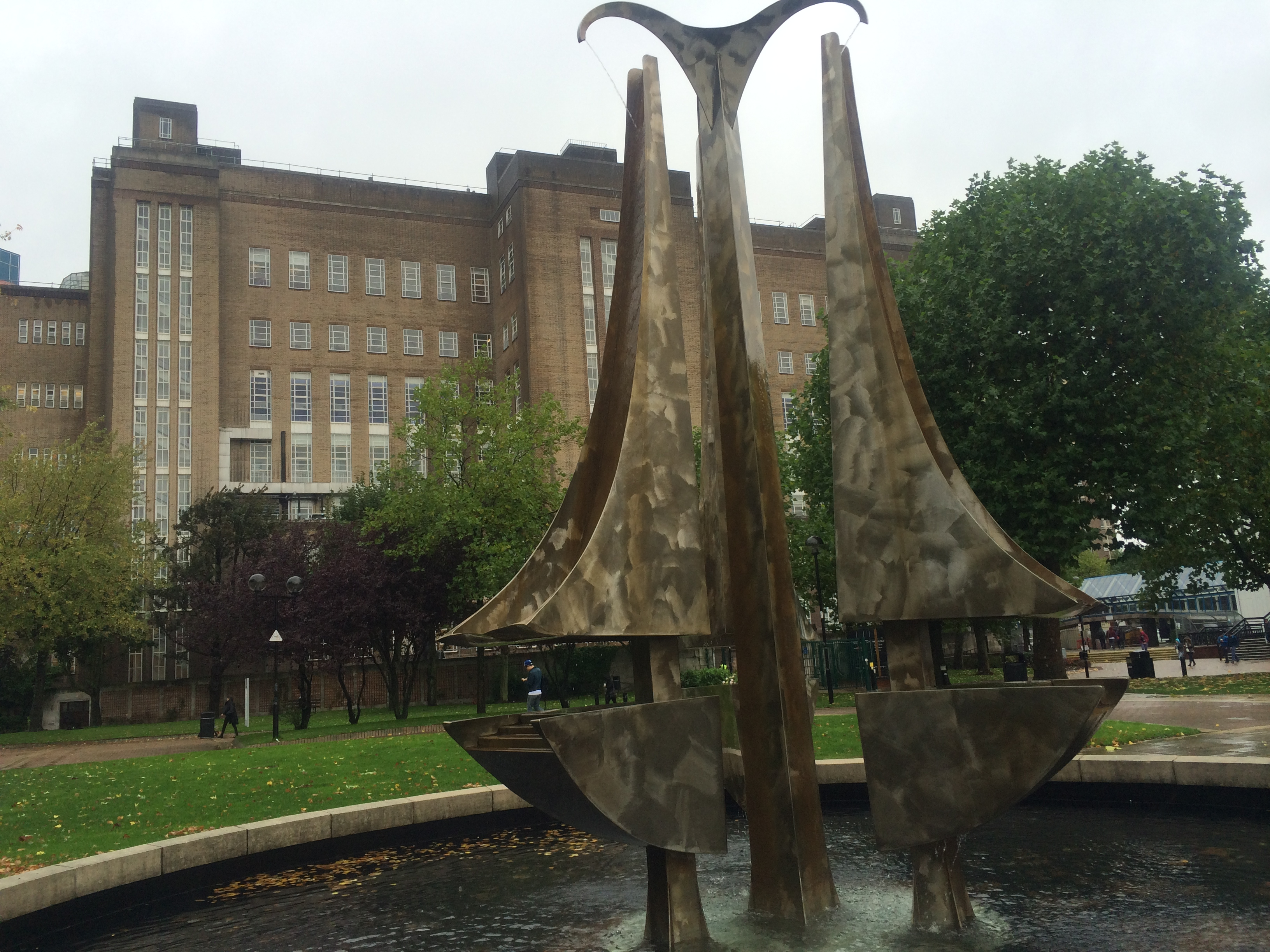
Астонський університет
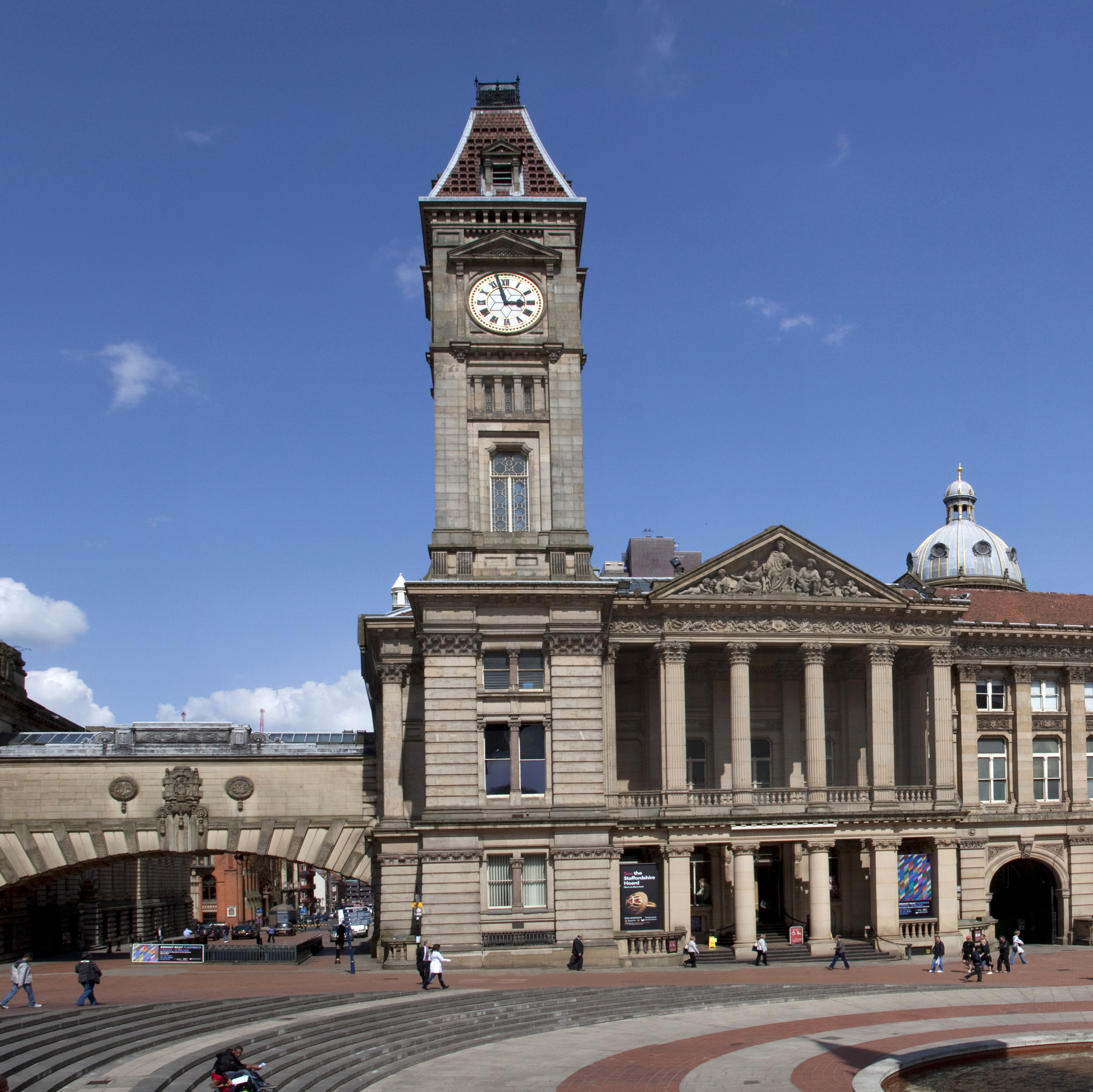
Бірмінгемський музей та картинна галерея
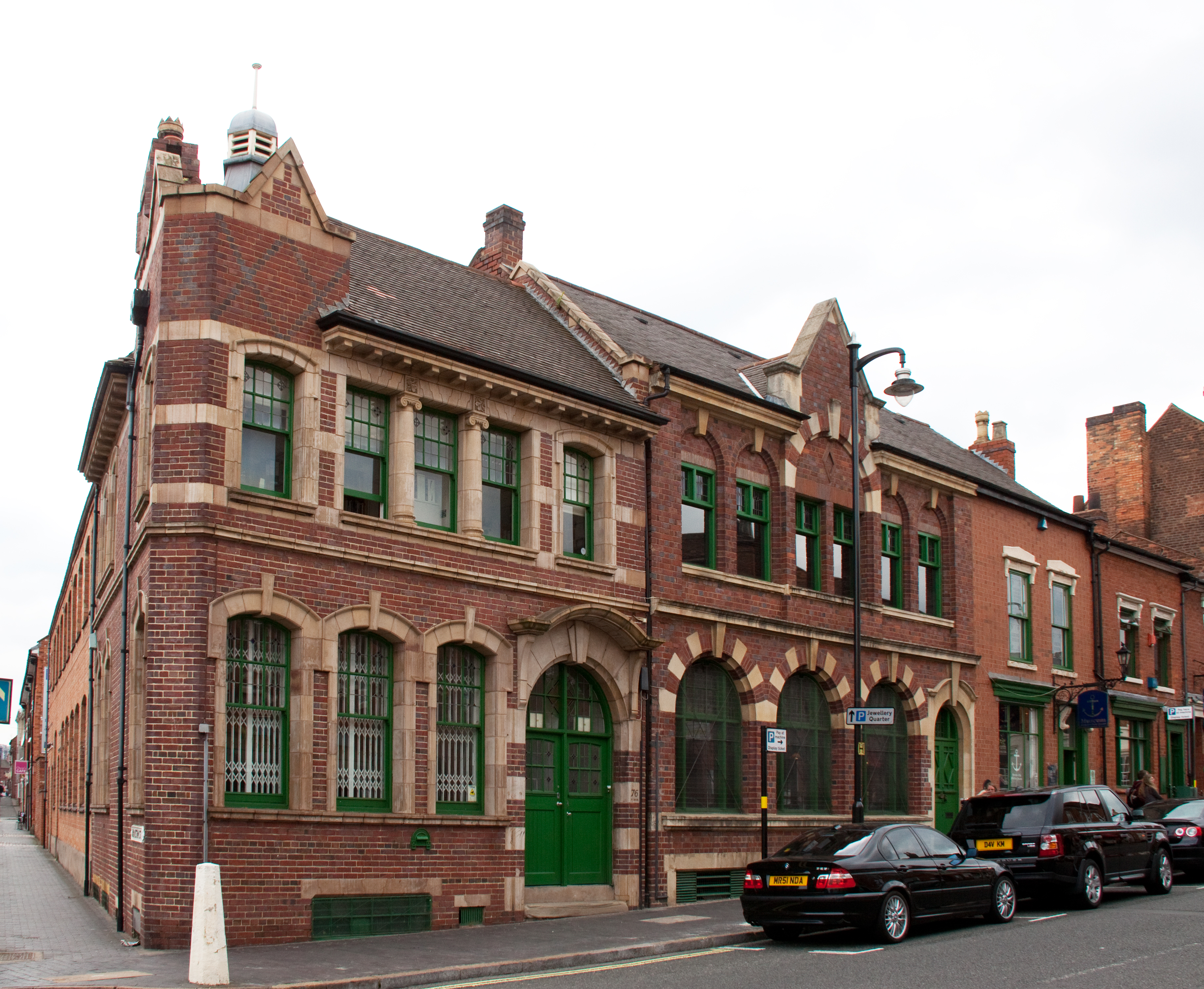
Музей ювелірного кварталу
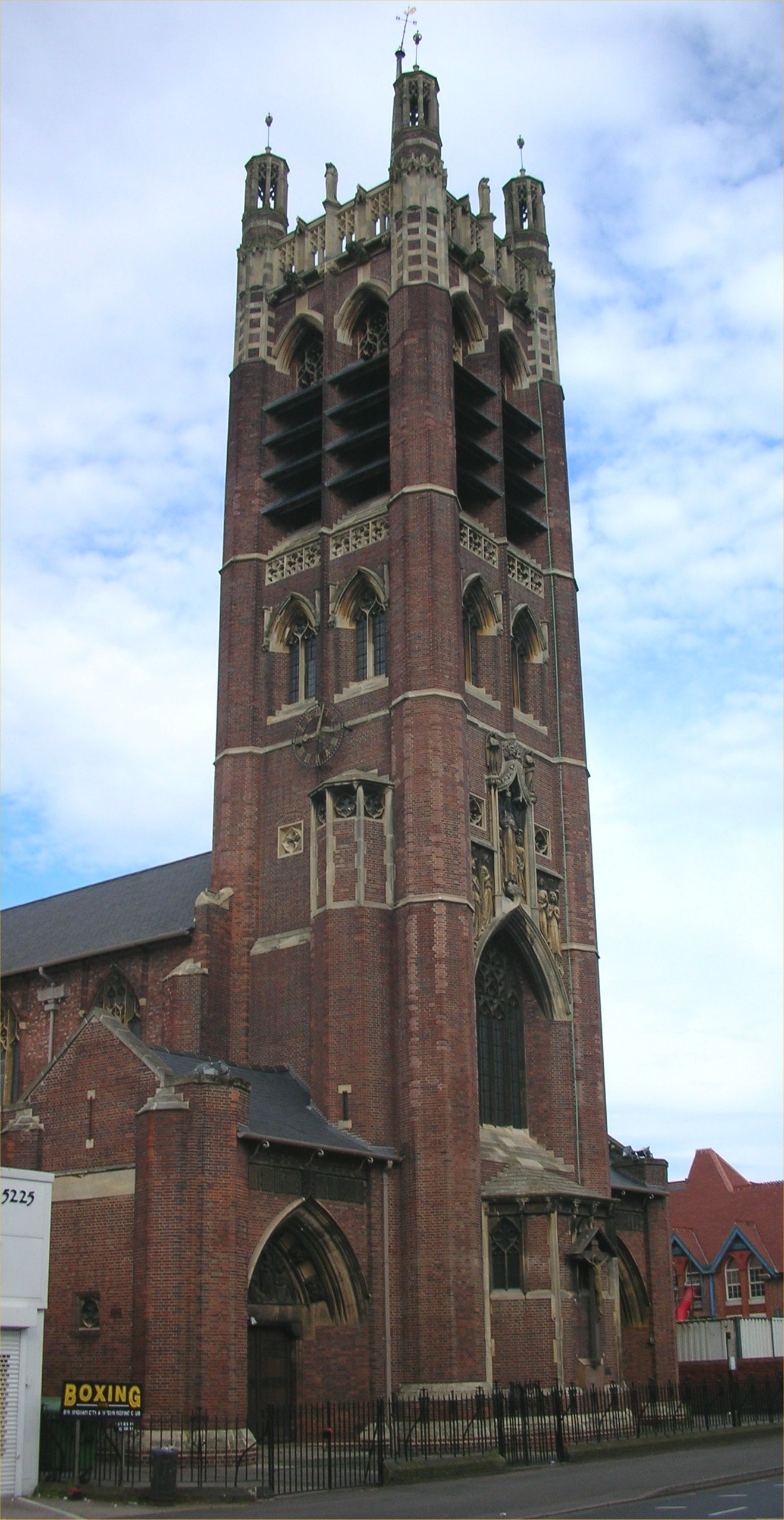
Церква св. Агати
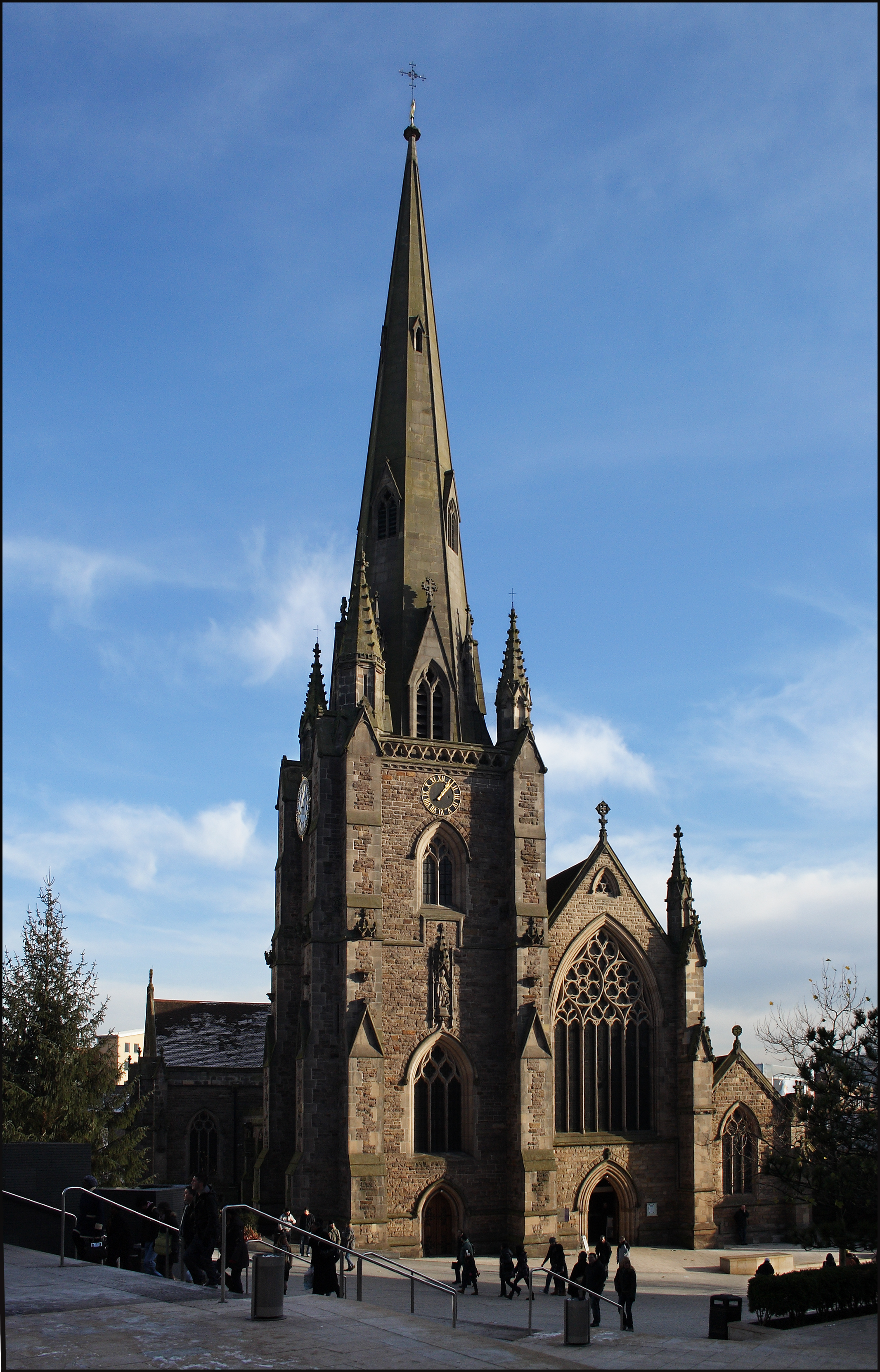
Парафіяльна церква св. Мартіна
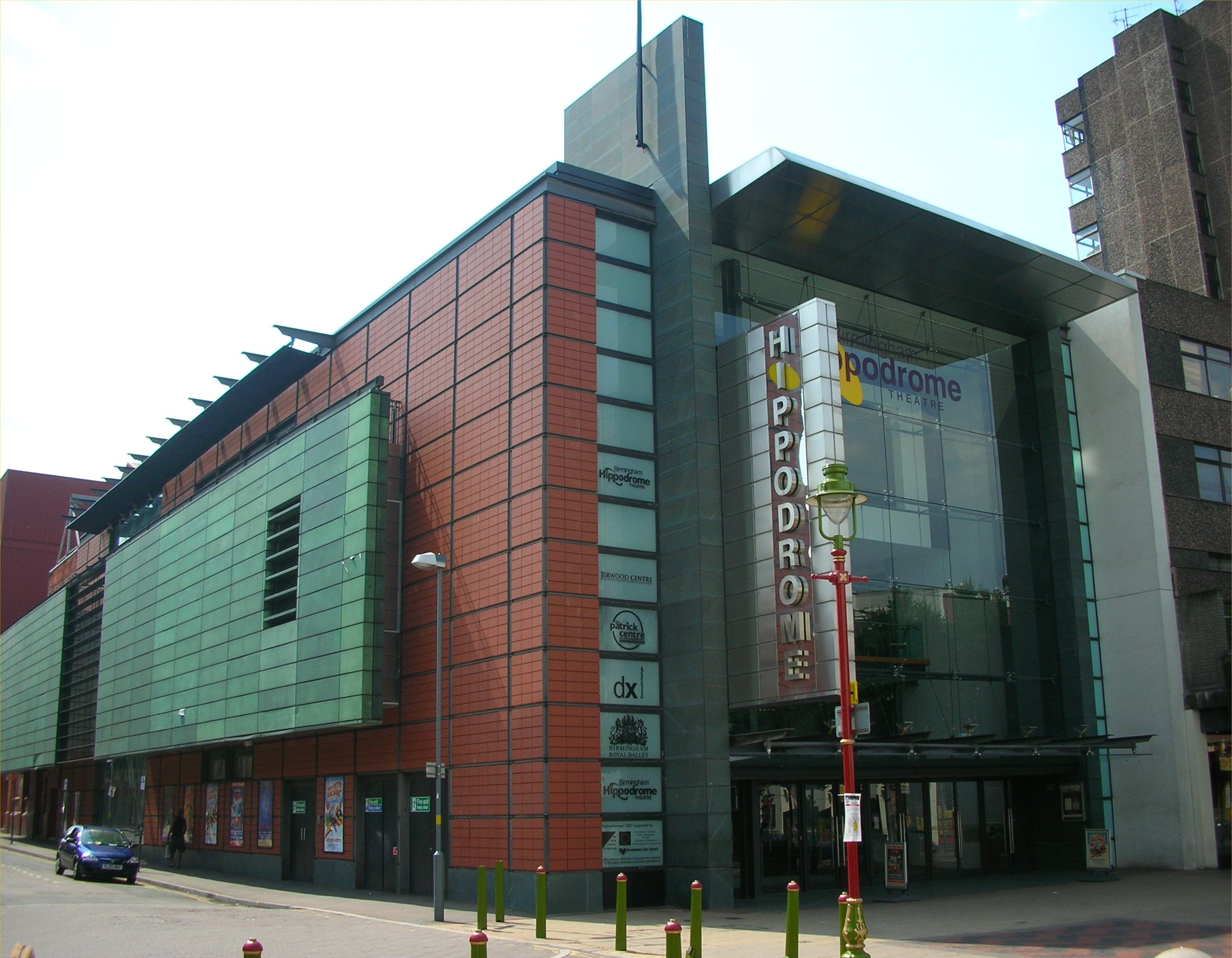
«Бірмінгемський іпподром», домашня сцена Королівського балету Бірмінгема
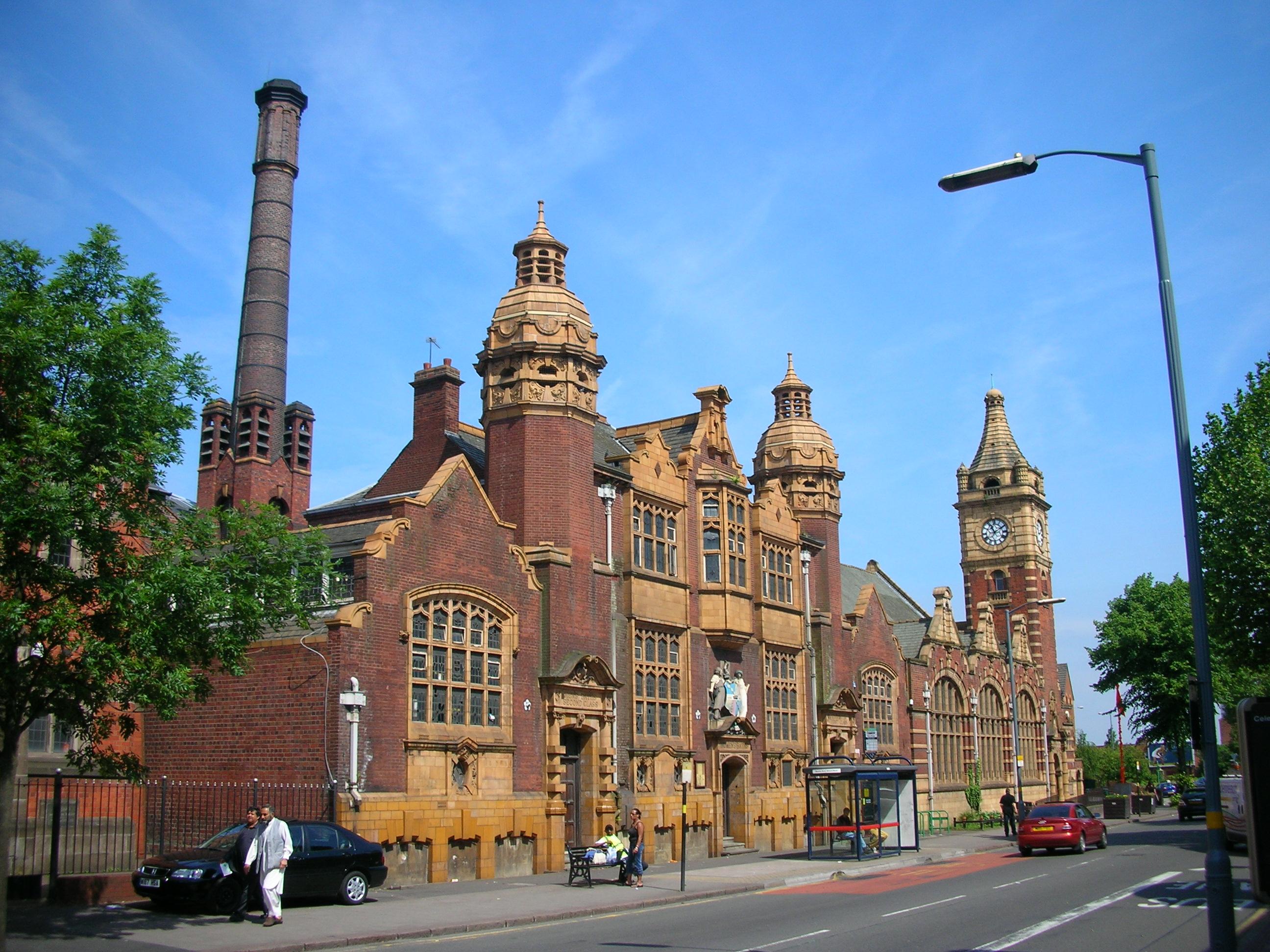
Публічна бібліотека та лазні
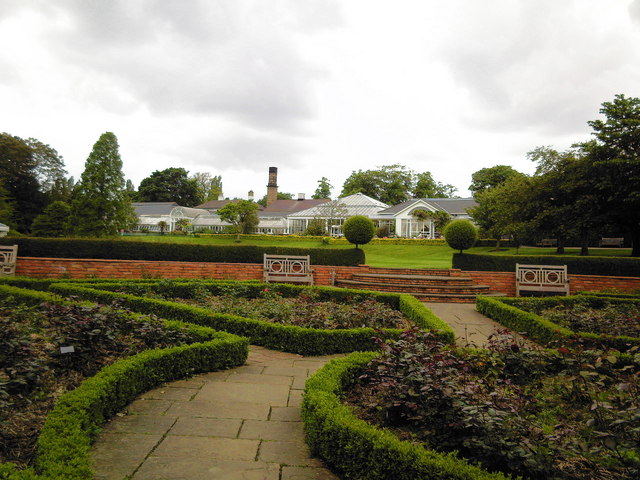
Бірмінгемський ботанічний сад
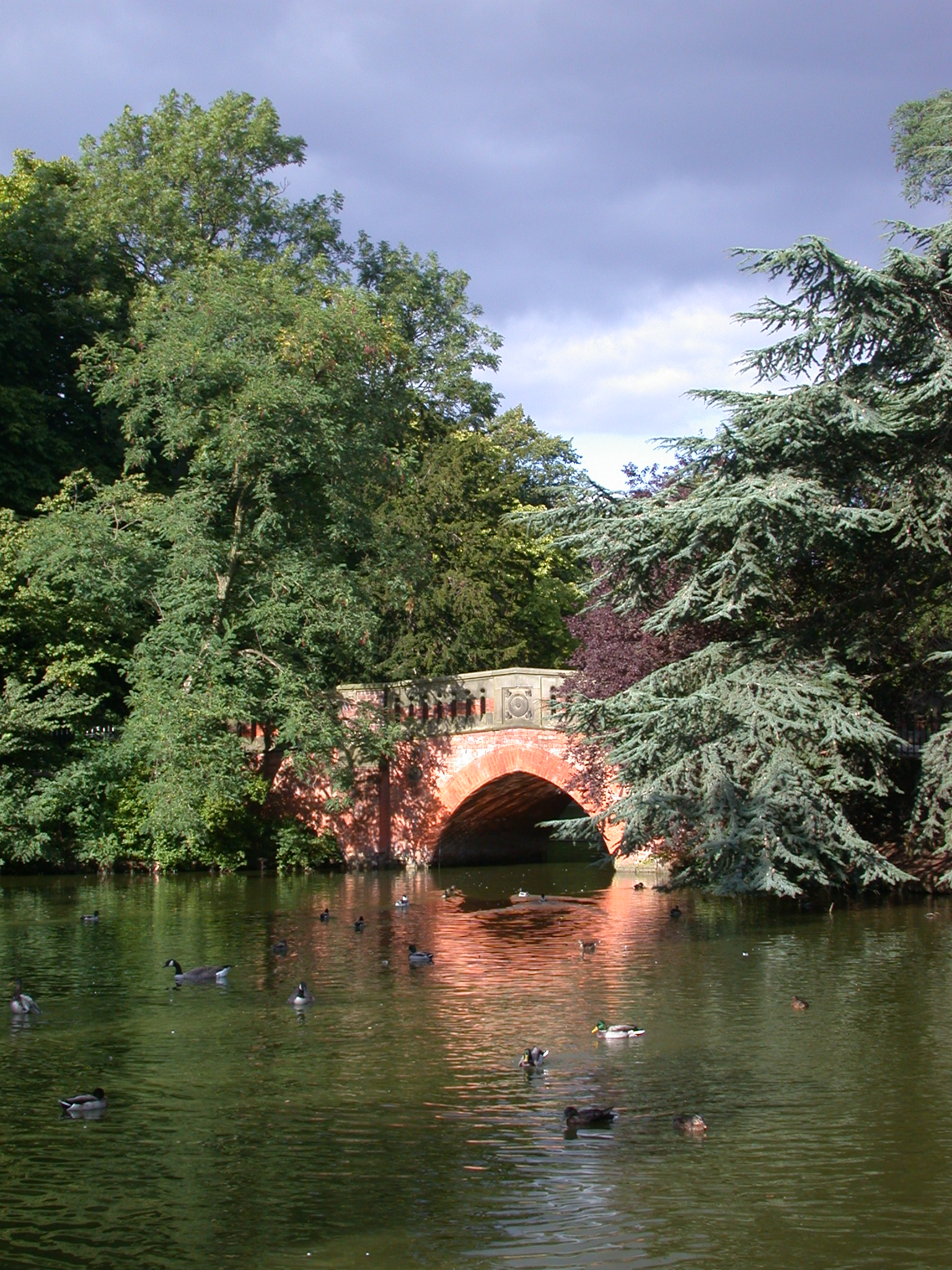
Парк Кеннон-Хілл